# Copadichromis borleyi
Copadichromis borleyi je endemska riba koja živi u jezeru Malawi u Istočnoj Africi.
Pripada manjim ribama jer mužjaci većinom imaju veličinu od 13-16 cm, dok prosječna ženka ima 13 cm. Mlade ribe bojom nalikuju na odrasle ribe. Toplina jezera Malawi, u kojem živi, iznosi 24-29°C. Hrani se planktonom.

## Vanjske poveznice
- Copadichromis borleyi  Arhivirana inačica izvorne stranice od 25. srpnja 2008. (Wayback Machine)